# 클레르보주

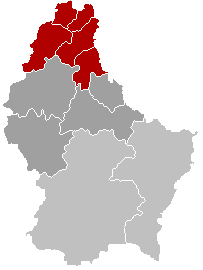
클레르보 주의 위치

클레르보주(룩셈부르크어: Kanton Klierf, 독일어: Kanton Clerf, 프랑스어: Canton de Clervaux)는 룩셈부르크를 구성하는 12개 주 가운데 하나로, 행정 구역상으로는 디키르히 구에 속한다. 주도는 클레르보이며 면적은 331.75km2, 인구는 13,030명(2005년 기준), 인구 밀도는 39명/km2, 높이는 230~559m이다. 8개 지방 자치체(Consthum, Heinerscheid, Hosingen, Munshausen, Troisvierges, Weiswampach, Wincrange)를 관할한다.